# Anomalopus gowi
Anomalopus gowi là một loài thằn lằn trong họ Scincidae. Loài này được Greer & Cogger mô tả khoa học đầu tiên năm 1985.

## Hình ảnh

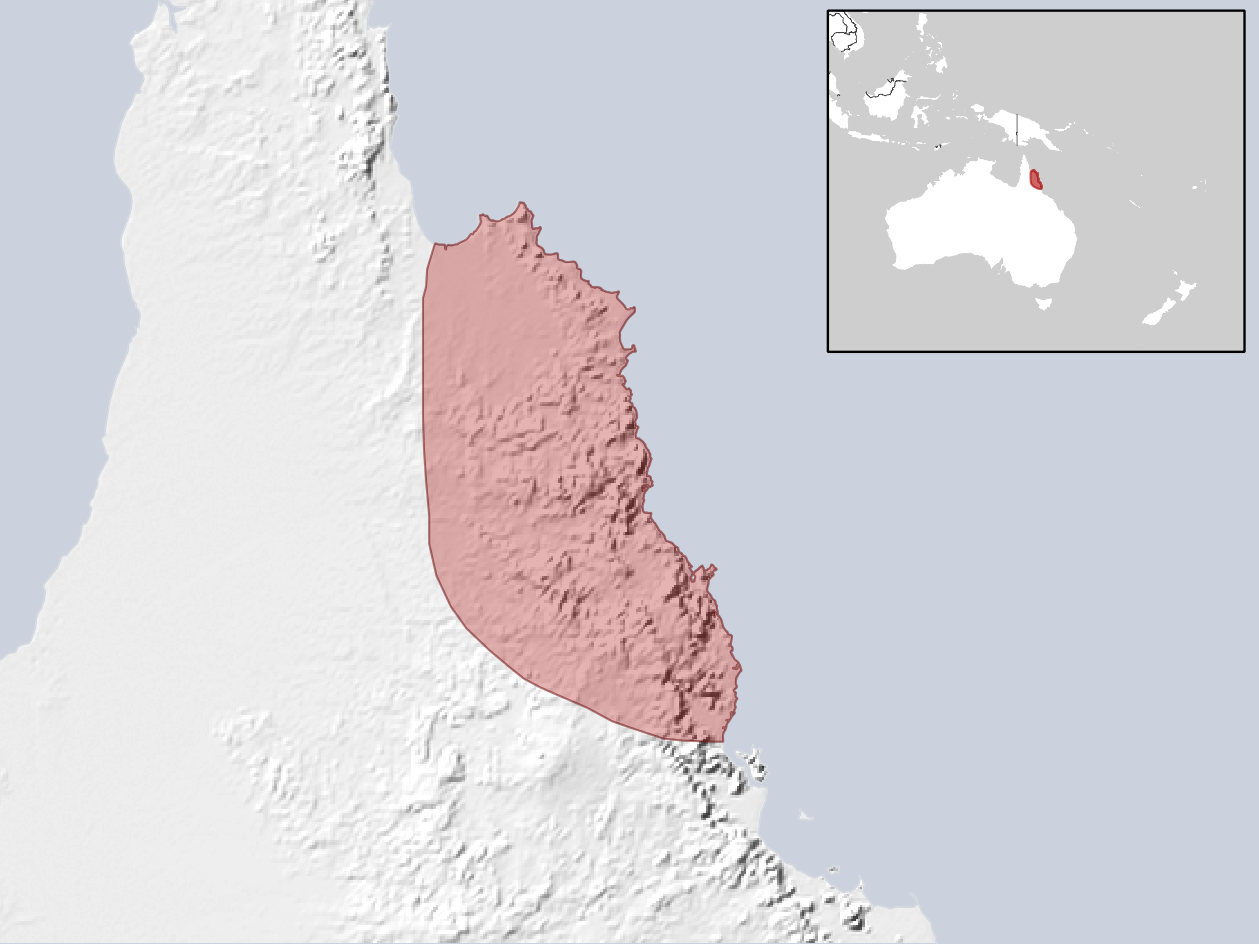